# 旗 (行政単位)
行政単位としての旗（き、拼音: qí チー）とは以下の2種類のものがある。
- モンゴルの土地と人民を編成する行政単位「ホショー」
- （主に）後金・清朝の兵制八旗の構成単位「グサ」。

## ホショー
ホショー（ᠬᠣᠰᠢᠭᠤ、хошуу）とは、清代以降におけるモンゴル民族を組織する行政単位の一種。現代の中国・モンゴル国の両国においても現行の地方行政単位となっている。
中華人民共和国の旗一覧(全部内モンゴル自治区にある。自治旗については自治旗を参照)
- アバグ旗
- アルシャー右旗
- アルシャー左旗
- 敖漢旗
- アルホルチン旗
- アロン旗
- バイリン左旗
- バイリン右旗
- 陳バルグ旗
- 新バルグ左旗
- 新バルグ右旗
- チャハル右翼中旗
- チャハル右翼前旗
- チャハル右翼後旗
- ダラト旗
- ダルハン・ムミンガン連合旗
- エジン旗
- エジンホロ旗
- ハンギン旗
- ハンギン後旗
- カラチン旗
- ヘシグテン旗
- ホルチン左翼後旗
- ホルチン左翼中旗
- ホルチン右翼前旗
- ホルチン右翼中旗
- フレー旗
- ジャライド旗
- ジャルート旗
- ジュンガル旗
- ナイマン旗
- オンニュド旗
- オトク旗
- オトク前旗
- 四子王旗
- ソニド左旗
- ソニド右旗
- タイブス旗
- トゥムド左旗
- トゥムド右旗
- 東ウジムチン旗
- 西ウジムチン旗
- ウラド後旗
- ウラド中旗
- ウラド前旗
- ウーシン旗
- 鑲黄旗
- 正藍旗
- 正鑲白旗

## グサ
グサ(ᡤᡡᠰᠠ, gūsa, 旗)とは、後金（清朝の前身）太祖ヌルハチが創設した八旗の構成単位で、壮丁300人で1ニル(佐領)、5ニルで1ジャラン(参領)、5ジャランで1グサが構成される。旗人の末裔であるシベ族など、中国における一部の少数民族において、現行の行政単位として存続している。